# Dee Lampton
Dee Lampton (Fort Worth, Texas, 6 de octubre de 1898-Los Ángeles, California, 2 de septiembre de 1919) fue un actor de cine mudo estadounidense.

## Biografía
Dee Lampton apareció en cincuenta y dos películas entre 1915 y 1920 y fue uno de los actores recurrentes en las producciones de Hal Roach. Su última película para Roach, Haunted Spooks, no se estrenó hasta el año siguiente a su muerte, debido al accidente de Harold Lloyd con una bomba de atrezzo.
Generalmente actuaba junto a James Fitzgerald, cuya gran altura y delgadez contrastaba con la contextura más compacta de Lampton. Murió de un ataque de apendicitis, algunos meses después que Fitzgerald, quien falleció de influenza.

## Filmografía seleccionada
- Haunted Spooks (1920)
- From Hand to Mouth (1919)
- Bumping Into Broadway (1919)
- His Only Father (1919)
- Pay Your Dues (1919)
- He Leads, Others Follow (1919)
- The Rajah (1919)
- Be My Wife (1919)
- Don't Shove (1919)
- Heap Big Chief (1919)
- Chop Suey & Co. (1919)
- Count Your Change (1919)
- A Jazzed Honeymoon (1919)
- Spring Fever (1919)
- Swat the Crook (1919)
- Pistols for Breakfast (1919)
- Si, Senor (1919)
- Ring Up the Curtain (1919)
- Young Mr. Jazz (1919)
- A Sammy In Siberia (1919)
- I'm on My Way (1919)
- On the Fire (1919)
- Going! Going! Gone! (1919)
- Wanted - $5,000 (1919)
- She Loves Me Not (1918)
- Take a Chance (1918)
- Kicking the Germ Out of Germany (1918)
- Somewhere in Turkey (1918)
- The City Slicker (1918)
- Follow the Crowd (1918)
- Luke, Patient Provider (1916)
- Luke and the Bang-Tails (1916)
- Luke's Speedy Club Life (1916)
- Luke and the Mermaids (1916)
- Luke Joins the Navy (1916)
- Luke Does the Midway (1916)
- Luke's Lost Lamb (1916)
- Luke, Crystal Gazer (1916)
- Luke Rides Roughshod (1916)
- Them Was the Happy Days! (1916)
- Luke Pipes the Pippins (1916)
- A Night in the Show (1915, dirección Charles Chaplin)